# Río Bellos
El río Bellos es un curso de agua de la península ibérica, afluente del Cinca. Discurre por el norte de la provincia española de Huesca.

## Descripción

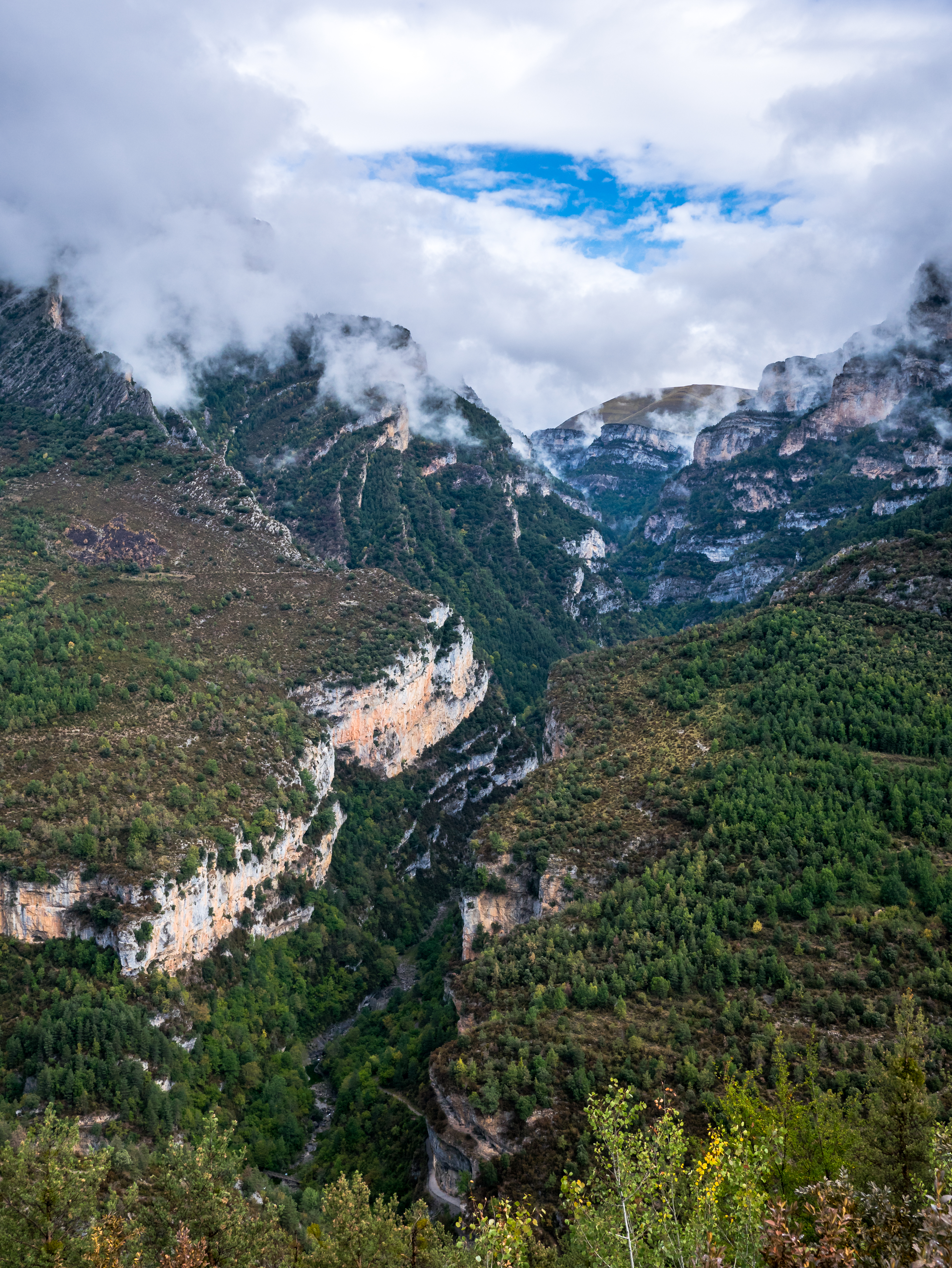
Vista del cañón de Añisclo, excavado por el río Bellos

El río nace en los Pirineos. Su curso sigue una dirección sur y, tras dejar a su derecha localidades como Vió y Puyarruego y a su izquierda Puértolas y Escalona, termina desembocando en el Cinca cerca de esta última. Aparece descrito en el cuarto volumen del Diccionario geográfico-estadístico-histórico de España y sus posesiones de Ultramar de Pascual Madoz de la siguiente manera:

BELLOS: v. de la prov. de Huesca en el part. jud. de Boltaña y térm. del Valle de Vió: tiene su origen en la fuente abundantísima llamada Fuenblanca, que brota de un gran peñasco contiguo á las 3 Sorores  : sale con la mayor rapidez y se precipita á más de 200 varas de profundidad, por lo que aparecen blancas sus aguas: corre constantemente hácia el S. dejando á su izq. los l. de Vió y Puyarruego, y á su der. los de Puértolas y Escalona; Vió y Puértolas á bastante dist. de sus márg.: en Puyarruego fertiliza algunas tierras, tiene una pequeña presa de poca solidez, por la que se toman parte de sus aguas para dar impulso á las ruedas de un molino harinero en Puértolas, llamado el molino de Puyarruego, y 3 puentes de los cuales el 1.º nombrado de San Urbez, facilita el paso de los 2 valles de Puértolas y Vió; el 2.º se halla en Puyarruego y el 3.º en el camino que conduce de Barbastro á Plan: su curso es perenne, pero escabroso el terreno donde pasa y profundo su cauce, por lo que aunque es vadeable por todas partes no puede cruzarse con facilidad: á 7 hor. de su nacimiento va á desaguar en el Cinca cerca de Escalona : es abundante de escelentes truchas.
Madoz, 1846, p. 154)

A mediados del siglo XIX, según el Madoz, en su curso se pescaban excelentes truchas. Pertenece a la cuenca hidrográfica del Ebro y sus aguas acaban vertidas en el Mediterráneo.